# Экберг, Стен
Стен Андерс Экберг (швед. Sten Anders Ekberg; род. 25 декабря 1964, Тебю, Стокгольм) — шведский легкоатлет, специалист по многоборьям. Выступал за сборную Швеции по лёгкой атлетике в 1986—1992 годах, победитель и призёр первенств национального значения, рекордсмен страны, участник летних Олимпийских игр в Барселоне.

## Биография
Стен Экберг родился 25 декабря 1964 года в коммуне Тебю лена Стокгольм.
Занимался лёгкой атлетикой в США во время учёбы в Южном методистском университете в Далласе, состоял в местной легкоатлетической команде, неоднократно принимал участие в различных студенческих соревнованиях, в том числе становился призёром первого дивизиона чемпионата Национальной ассоциации студенческого спорта. По возвращении на родину представлял клуб Heleneholms IF из Мальмё.
С середины 1980-х годов входил в число сильнейших многоборцев страны, становился чемпионом Швеции в семиборье и десятиборье.
В 1986 году вошёл в основной состав шведской национальной сборной и выступил на чемпионате Европы в Штутгарте, где с результатом в 7930 очков закрыл десятку сильнейших в десятиборье.
В 1990 году стартовал на международных соревнованиях Hypo-Meeting в Австрии и на чемпионате Европы в Сплите.
Благодаря череде удачных выступлений удостоился права защищать честь страны на летних Олимпийских играх 1992 года в Барселоне — набрал в сумме всех дисциплин десятиборья 8136 очков, установив тем самым национальный рекорд Швеции и расположившись в итоговом протоколе соревнований на девятой строке.
Впоследствии переехал в город Камминг в шате Джорджия, США, где работает хиропрактиком и специалистом по питанию.